# Dmitri Blohințev
Dmitri Blohințev (n. 29 decembrie 1907/11 ianuarie 1908, Moscova, Imperiul Rus – d. 27 ianuarie 1979, Dubna, RSFS Rusă, URSS) a fost un fizician rus, membru corespondent al Academiei de Științe a URSS (1958) și al Academiei de științe din Ucraina (1939).

## Biografie[6]
A absolvit Universitatea din Moscova (1930). A predat acolo, fiind profesor din anul 1936 și șef al catedrei de fizică teoretică nucleară (ulterior cu sediul la Dubna, în incinta IUCN). În anii 1935 -1947 a lucrat de asemenea și la Institutul de fizică al Academiei de științe din URSS. Din anul 1947  este director al laboratorului de cercetări științifice din Obninsk, pe baza căruia a fost creat Institutul fizico-energetic. În anii 1950-1956 a fost directorul acestui laborator.  În anii  1956-1965 a fost directorul Institutului unificat de cercetări nucleare de la Dubna, iar din 1965 - șef al laboratorului de fizică teoretică.

## Creația științifică
Lucrările sunt consacrate teoriei corpului solid, fizicii semiconductorilor, opticii, acusticii,mecanicii cuantice și electrodinamicii cuantice, fizicii nucleare, teoriei reactorilor nucleari, teoriei cuantice a câmpurilor, fizicii particulelor elementare, filozofiei fizicii și a spațiu-timpului, metodologieii fizicii.
A explicat fosforescența corpurilor solide pe baza teoriei cuantice, efectul de redresare a curentului electric la granița dintre doi semiconductori. În anul 1944 a construit teoria efectelor sonore în medii în mișcare și neomogene, obținând ecuațiile acusticii în forma cea mai generală. A realizat una dintre primele lucrări din optica neliniară și, în particular,  a elaborat teoria efectului Stark în câmp alternativ intens, a cercetat fenomenele neliniare în acest caz. 
Un  loc însemnat în activitatea lui Blohințev îl ocupă cercetările din teoria și aspectele tehnice ale reacțiilor în lanț nucleare și a reactorilor nucleari. A condus cu lucrările de proiectare, construcție și lansare a primei centrale nucleare de la Obninsk, care a intrat în funcțiune în anul 1954.  A elaborat metode eficiente  de calcul a reactorilor cu neutroni lenți, intermediari și  termici. În colaborare cu A.I. Leipunskii a realizat conducerea științifică a primului reactor din Europa cu neutroni rapizi cu purtător termic lichido-metalic.  A lansat ideea și a condus construcția reactorilor sub neutroni rapizi IBR-1 (lansat 1960) și IBR-2 (lansat 1981). Din anul 1956 interesele științifice ale lui Blohințev se concentrează asupra fizicii particulelor elementare. Îl interesau structura particulelor elementare, limitele de aplicabilitate ale electrodinamicii cuantice, interacția particulelor de energii foarte înalte, teoria nelocală a câmpurilor, spațiul și timpul la scară microscopică. În anul 1938 a prezis "deplasarea Lamb" a nivelelor de energie și a liniilor spectrale. A sugerat ideea fluctuației densității a materiei nucleare (1957), despre spațiile stohastice cuantice, despre existența a câtorva viduri și a tranzițiilor spontane dintre acestea, a indicat existența așa numitei limite unitare, a elaborat teoria  reținerii neutronilor ultrareci.
Printre discipolii - studenți ai lui D.I. Blohințev, sau cercetători științifici la IUCN se află  fizicienii români și moldoveni: Luca Mezincescu, Andrei Mihul, Valentin Manu,  Constantin Gudima, Grigore Dohotaru, Ștefan Mașnic , ș.a. 
Blohințev este citat de fizicianul american  John Archibald Wheeler.

## Decorații
- Erou al Muncii socialiste (1956)
- Premiul Lenin (1957)
- Premiile  de stat ale URSS (1952, 1971)
- Ordinul Lenin (10.06.1945; 04.01.1954; 08.12.1951; 11.09.1956)
- Ordinul Revoluției din Octombrie (17.09.1975)
- Ordinul Steagul Roșu al Muncii (21.08.1953)
- Ordinul „Chiril și Metodii”, gradul I (Bulgaria)
- Medalia de Aur a Academiei de Științe din Republica Cehă
- Cetățean de onoare al orașului Dubna [7]
- A fost membru al câtorva academii de științe și societăți științifice
- În anii 1966-1969 - președinte a Uniunii internaționale a fizicii pure și aplicate.

## Despre
- Personalități ale științei. Mic dicționar. București, 1977